# Wright megye (Iowa)
Wright megye az Amerikai Egyesült Államokban, azon belül Iowa államban található. Lakosainak száma 12 943 fő (2020. április 1.). Wright megye Hancock, Hamilton, Humboldt, Webster, Kossuth, Cerro Gordo, Franklin és Hardin megyékkel határos.

## Népesség
A megye népessége az elmúlt években az alábbi módon változott:
| Lakosok száma | 13 186 | 13 045 | 12 997 | 12 972 | 12 773 | 12 943 |
|               | 2010   | 2011   | 2012   | 2013   | 2015   | 2020   |